# アルファロメオ・33
アルファロメオ・33は、イタリアの自動車メーカーアルファロメオが製造・販売していた自動車である。

## 歴史
アルファスッドの後継車種として、1983年にまずハッチバックモデルが登場。アルファスッドとはプラットフォームや一部の部品を共有している。
エンジンはアルファスッドから引き継がれた1.3リットル/1.4リットル/1.5リットルの水平対向4気筒OHVガソリンエンジンと1.8リットルの直列3気筒OHVディーゼルエンジン。ガソリンエンジンにはシングルキャブレター仕様、ダブルキャブレター仕様、インジェクション仕様が存在し、このスモールボクサーエンジンは後継車種となるアルファロメオ・145/146にも引き続き搭載された。
デザインはチェントロスティーレ（アルファロメオのデザインセンター）所属のエルマンノ・クレッソーニが担当。
1984年、ステーションワゴンモデルを追加。当初は「ジャルディネッタ」の名称が付けられていたが、後に「スポーツワゴン」に変更されている。ワゴンのデザインとボディの製造はピニンファリーナが担当。また、ハッチバック・ワゴン両モデルに4WD仕様を追加。
1986年、1.7リットルエンジンを追加するとともに、75に準じた内装に変更。
1989年、マイナーチェンジ。フロントが164と同様のデザインに変更され、4カムOHC（DOHC）16バルブヘッド化を受けた1.7リットルエンジンの出力が137bhpに向上した。また、4WD仕様には新開発の4WD機構（パーマネント4、後のQ4）が搭載された。
| 燃料              | 種類           | 動弁機構 | 排気量(cc) | バルブ数 | 燃料供給装置         | 出力   |
| ----------------- | -------------- | -------- | ---------- | -------- | -------------------- | ------ |
| ガソリン          | 水平対向 4気筒 | OHV      | 1,300      | 8バルブ  | シングルキャブレター | 79bhp  |
| ガソリン          | 水平対向 4気筒 | OHV      | 1,300      | 8バルブ  | ダブルキャブレター   | 86bhp  |
| ガソリン          | 水平対向 4気筒 | OHV      | 1,400      | 8バルブ  | インジェクション     | 88bhp  |
| ガソリン          | 水平対向 4気筒 | OHV      | 1,500      | 8バルブ  | シングルキャブレター | 85bhp  |
| ガソリン          | 水平対向 4気筒 | OHV      | 1,500      | 8バルブ  | ダブルキャブレター   | 105bhp |
| ガソリン          | 水平対向 4気筒 | OHV      | 1,500      | 8バルブ  | インジェクション     | 97bhp  |
| ガソリン          | 水平対向 4気筒 | OHV      | 1,700      | 8バルブ  | ダブルキャブレター   | 117bhp |
| ガソリン          | 水平対向 4気筒 | DOHC     | 1,700      | 16バルブ | インジェクション     | 137bhp |
| ディーゼル ターボ | 直列3気筒      | OHV      | 1,800      | 6バルブ  | インジェクション     | 83bhp  |